# Беланенко, Александр Викторович
Алекса́ндр Ви́кторович Белане́нко (укр. Олександр Вікторович Біланенко; 8 января 1978, Сумы) — украинский биатлонист.
В 2014 году завершил карьеру биатлониста.

## Биография
Александр начал заниматься биатлоном с 1992 года. На юниорском уровне он не добился существенных результатов, тем не менее, в 1999 году сумел пробиться в основной состав сборной своей страны. В 2002 году Беланенко принял участие в Зимних Олимпийских играх в Солт-Лейк-Сити, однако показать высоких результатов не смог. Через год Александр становится чемпионом Европы, выиграв индивидуальную гонку. Летом 2003 года он становится трёхкратным чемпионом мира по летнему биатлону. По итогам сезона 2004/2005 Александр Беланенко вошёл в число двадцати лучших биатлонистов мира. Однако в последующем его результаты ухудшились. Беланенко является одним из лучших «снайперов» мирового биатлона, однако слабая лыжная подготовка не позволяла ему претендовать на высокие места.

## Кубок мира
- 1999—2000 — 58-е место (8 очков)
- 2000—2001 — 78-е место (2 очка)
- 2001—2002 — 84-е место (7 очков)
- 2002—2003 — 58-е место (33 очка)
- 2003—2004 — 36-е место (125 очков)
- 2004—2005 — 20-е место (227 очков)
- 2005—2006 — 87-е место (4 очка)
- 2006—2007 — 48-е место (53 очка)
- 2005—2008 — 58-е место (40 очков)
- 2008—2009 — 55-е место (107 очков)
- 2009—2010 — 68-е место (54 очка)
- 2010—2011 — 61-е место (83 очка)
- 2011—2012 — 58-е место (67 очков)
- 2012—2013 — 67-е место (48 очков)